# Tacuabé
Laureano Tacuavé Martínez (Paysandú, 14 de julio de 1809), conocido como Tacuabé, fue un indígena nacido en la Banda Oriental, actual Uruguay. Fue hijo de Eustaquio Tacuavé y Francisca Martínez y hermano menor de María Manuel Tacuavé y Apolinaria Tacuavé. Existen dudas sobre si su etnia de pertenencia era charrúa o guaraní. 
Luego de la conquista española, la población charrúa fue paulatinamente decreciendo, hasta quedar en números mínimos. Cuatro indígenas fueron capturados luego de la matanza del Salsipuedes, entre los que se encontraban, además de Tacuabé, Guyunusa, Senaca o Senaqué y Vaimaca-Perú. Los cuatro fueron llevados a París por François Curel el 11 de noviembre de 1833, donde fueron exhibidos como una atracción circense. Tacuabé tenía también un instrumento musical.
Guyunusa y Vaimaca tuvieron una hija, meses después de haber sido llevados a Francia. Vaimaca, Senaqué y Guyunusa murieron durante el primer año en Francia. Tacuabé fue llamado por los franceses Jean Soulassol. Se dice que escapó junto a la hija de Guyunusa. En 2012 se encontraron documentos que indicaban que la niña, Caroline Tacouavé, murió de tuberculosis como su madre, y que Tacuabé se incorporó a la sociedad francesa, probablemente muriendo de anciano.
En Montevideo hay un monumento llamado Los últimos charrúas en el parque del  Prado.